# Assises du journalisme
 (avril 2024).
Si vous disposez d'ouvrages ou d'articles de référence ou si vous connaissez des sites web de qualité traitant du thème abordé ici, merci de compléter l'article en donnant les références utiles à sa vérifiabilité et en les liant à la section « Notes et références ».
 (octobre 2024).
La mise en forme du texte ne suit pas les recommandations de Wikipédia : il faut le « wikifier ».
Les points d'amélioration suivants sont les cas les plus fréquents :
- Les titres sont pré-formatés par le logiciel. Ils ne sont ni en capitales, ni en gras.
- Le texte ne doit pas être écrit en capitales (les noms de famille non plus), ni en gras, ni en italique, ni en « petit »…
- Le gras n'est utilisé que pour surligner le titre de l'article dans l'introduction, une seule fois.
- L'italique est rarement utilisé : mots en langue étrangère, titres d'œuvres, noms de bateaux, etc.
- Les citations ne sont pas en italique mais en corps de texte normal. Elles sont entourées par des guillemets français : « et ».
- Les listes à puces sont à éviter, des paragraphes rédigés étant largement préférés. Les tableaux sont à réserver à la présentation de données structurées (résultats, etc.).
- Les appels de note de bas de page (petits chiffres en exposant, introduits par l'outil «  Source ») sont à placer entre la fin de phrase et le point final[comme ça].
- Les liens internes (vers d'autres articles de Wikipédia) sont à choisir avec parcimonie. Créez des liens vers des articles approfondissant le sujet. Les termes génériques sans rapport avec le sujet sont à éviter, ainsi que les répétitions de liens vers un même terme.
- Les liens externes sont à placer uniquement dans une section « Liens externes », à la fin de l'article. Ces liens sont à choisir avec parcimonie suivant les règles définies. Si un lien sert de source à l'article, son insertion dans le texte est à faire par les notes de bas de page.
- La présentation des références doit suivre les conventions bibliographiques. Il est recommandé d'utiliser les modèles {{Ouvrage}}, {{Chapitre}}, {{Article}}, {{Lien web}} et/ou {{Bibliographie}}. Le mode d'édition visuel peut mettre en forme automatiquement les références.
- Insérer une infobox (cadre d'informations à droite) n'est pas obligatoire pour parachever la mise en page.

Pour une aide détaillée, merci de consulter Aide:Wikification.
Si vous pensez que ces points ont été résolus, vous pouvez retirer ce bandeau et améliorer la mise en forme d'un autre article.
Les Assises internationales du journalisme et de l'information sont un rendez-vous annuel de discussion et de prospective des professionnels de l'information, organisé depuis 2007 par l'association Journalisme et citoyenneté, présidée par Jérôme Bouvier, auxquels participent les clubs de la presse, les sociétés de journalistes, les chercheurs et les syndicats de journalistes. Leur 2e édition, en 2008, a inspiré l'État français pour l'organisation quelques mois plus tard des États généraux de la presse écrite.

## Vocation et participants
La manifestation a été créée pour « tenter de définir les conditions de production d’une information de qualité ». Elle se veut avant tout un lieu d’échange et de confrontations sur le journalisme et sa pratique. Les Assises internationales du journalisme affirment sur leur site Internet rassembler chaque année plus de 800 participants, « indépendamment de toute tutelle ». Parmi les participants, des chercheurs ou historiens spécialistes des médias comme Jean-Marie Charon, Patrick Eveno, ou Dominique Wolton, des patrons de presse comme Francis Morel (Le Figaro), ou Marc Feuillée (L'Express) et des créateurs de médias comme Pierre Haski, de Rue89 ou Edwy Plenel, de Mediapart. Les quatorze écoles de journalisme reconnues par la profession sont également représentées.
L'objectif des débats et tables rondes est de faire progresser la connaissance des mécanismes pratiques qui permettent de mieux répondre à l'attente des auditeurs, téléspectateurs et lecteurs, tout en explorant de nouveaux champs de l'activité journalistique.
Les Assises du journalisme réunissent aussi des associations comme la Ligue de l'enseignement ou A.Q.I.T., association pour la qualité de l'information, qui réfléchissent à une meilleure qualité de l'information, en critiquant certaines dérives des médias. La plus connue de ces associations, Acrimed, n'y a jamais participé[réf. nécessaire].

## Internationalisation des Assises

### Tunis
En 2018, la même équipe d'organisation, en partenariat avec l'association Maison des journalistes, lance les Assises Internationales du Journalisme de Tunis, prévues pour être bisannuelles. La première édition se tient du 15 au 17 novembre 2018 à la Cité de la culture et accueille 500 journalistes venus de 30 pays.
La deuxième édition se déroule du 17 au 19 mars 2022 sur le thème « l'urgence du journalisme ». Initialement prévue pour novembre 2020, elle a été reportée deux fois à cause de la pandémie de Covid-19.
La 3e édition prévue pour novembre 2023 est reportée sine die par l'association, en conséquence de la dérive autoritaire constatée en Tunisie.

### Bruxelles
Depuis 2022, Bruxelles accueille les Assises européennes du journalisme, co-organisées par l’IHECS et l’association Journalisme & Citoyenneté. La première édition s'est déroulée du 23 au 25 novembre 2022 et doit tenir un rythme bisannuel. 

## Prix décernés
- le prix du Livre Recherche ;

- le prix du Livre du Journalisme ;

2016 : Fabrice Arfi et Paul Moreira Informer n’est pas un délit (Calmann-Lévy, France)
2017 : Laurent MAUDUIT Main basse sur l’information (Don Quichotte, France)
2018 : David GROISON, Piérangélique SCHOULER et Ronan BADEL Les journalistes nous cachent-ils des choses ? (Actes Sud,France)
2019 : Daniel SCHNEIDERMANN Berlin, 1933. La presse internationale face à Hitler, (Seuil, France)
2020 : Inès LERAUD et Pierre VAN HOVE Algues vertes. L’histoire interdite. (Editions Delcourt, France)
2021 : Coco Dessiner encore (Éditions Les Arènes, France)
2022 : Victor CASTANET Les Fossoyeurs (éditions Fayard, France)
2023 : Alice GERAUD Sambre, Radioscopie d’un fait-divers (Jean-Claude Lattès, France)
2024 : Camille VIGOGNE LE COAT Les rapaces (Éditions Les Arènes, France)
- le prix Enquêtes et Reportages ;

- le prix du Public de la Photo de Presse ;

- le Grand Prix du journalisme, nommé en l'honneur de Michèle Léridon depuis septembre 2021[6], anciennement nommé « Prix du Grand Journalisme ».

Selon les années, ils peuvent être complétés par des prix spéciaux décernés à une occasion particulière.

## Les éditions successives
Les Assises sont d’abord itinérantes à Lille (2007-2008), Strasbourg (2009-2010), Poitiers (2011-2012) et Metz (2013-2014). Depuis 2016, les Assises se tiennent à Tours, principalement sur le site Mame.

### Période itinérante (2007-2015)

#### Édition 2007
La première édition des Assises a eu lieu à Lille en mars 2007.

#### Édition 2008
La 2e édition a encore eu lieu à Lille en mai 2008. La manifestation avait consacré une table ronde à la question de savoir s'il faut se consacrer à la création d'un conseil de la presse ainsi qu'à la réflexion sur la rédaction d'une Charte Qualité de l'Information s'inspirant de la charte de Munich pour défendre la déontologie du journalisme.
Une autre table ronde posait la question des relations entre éditeurs de journaux et journalistes sous la forme suivante : « Peut-on dire qu’un média est composé de biens matériels qui appartiennent à l’éditeur ? Et de biens immatériels (l’esprit du journal, son histoire éditoriale) qui appartiennent au collectif de la rédaction ? ».
Le 20 janvier 2009, après publication du « livre vert » des États généraux de la presse écrite, une édition spéciale des Assises s'est tenue à la Maison des Métallos à Paris.

#### Édition 2009
La 3e édition a eu lieu Strasbourg du 7 au 9 octobre 2009, avec le soutien du Conseil de l'Europe sur le thème « Le journalisme se transforme-t-il vraiment ? ».
Cette édition a organisé une vingtaine de débats, dont un consacré à la carte de presse et un autre au projet d'annexer la charte de déontologie du journalisme à la convention collective nationale des journalistes, projet issu des États-généraux de la presse écrite.

#### Édition 2010
La quatrième édition des Assises a eu lieu à Strasbourg du 16 au 18 novembre 2010 sur le thème « Du bruit ou de l'info ? ».

#### Édition 2011
La cinquième édition des Assises a eu lieu à Poitiers du 8 au 10 novembre 2011 sur le thème « Transparence ? Tout dire, tout savoir, tout révéler ? ».

#### Édition 2012
La sixième édition des Assises a eu lieu à Poitiers du 2 au 4 octobre 2012 sur le thème de l'indépendance journalistique.
Lors de cette édition, une table ronde sur le thème de la protection des sources d'information des journalistes a fait émerger la nécessité de réformer la loi française, comme l'ont souhaité la plupart des intervenants.

#### Édition 2013
La septième édition des Assises a eu lieu à Metz du 5 au 7 novembre 2013 sur le thème « Réinventons le journalisme » en partenariat avec l'association Observatoire du webjournalisme.

#### Édition 2014
La huitième édition des Assises a eu lieu à Metz du 16 au 18 octobre 2014 sur le thème de la responsabilité de ceux qui diffusent l'information.

#### Édition spéciale 2015
Une édition spéciale, non numérotée, des Assises intitulée « Les leçons de Charlie » a eu lieu le 13 mars 2015 à Paris au Conseil Economique, Social et Environnemental à la suite des attentats de janvier 2015 et plus particulièrement de l'attentat contre Charlie Hebdo.
Les ateliers professionnels s'organisaient autour de quatre axes : les leçons éditoriales des attentats, la liberté d'expression, l'éducation aux médias et la place des médias dans « les territoires oubliés de la République, mal-traités par l'information ».

### Assises de Tours (2016-)

#### Édition 2016
L'édition 2016 marque l'ancrage des Assises à Tours, principalement au centre international des congrès. Elle marque aussi le changement de nom des assises, « Tours » étant maintenant intégrée à l'intitulé.
Cette édition considérée comme la neuvième se déroule du 9 au 11 mars avec pour thème central « Le Prix de l'info ».

#### Édition 2017
La dixième édition des Assises se tient du 15 au 17 mars 2017. Elle propose notamment une conférence sur l'avenir de la radio.

#### Édition 2018
La onzième édition des Assises s'est déroulée du 14 au 17 mars 2018 au Centre international de congrès de Tours et s'est interrogée sur l'utilité du journalisme.

#### Édition 2019
La douzième édition des Assises s'est tenue à Tours du 13 au 15 mars 2019 avec pour thème « Les médias : tous les mêmes ? ».

#### Édition 2020
Les 1er et 2 octobre 2020, la 13e édition des Assises prend pour thème « Informer aux temps du Covid ». Il s'agit d'une édition spéciale, réalisée en partie en présentiel et en partie sur les réseaux à cause de la pandémie de Covid-19. Le thème initialement prévu sur l'urgence climatique est reporté à 2021.

#### Édition 2021
Du 29 septembre au 1er octobre 2021, la 14e édition des Assise a pour thème : « Chaud devant ! urgence climatique et responsabilités journalistiques ».

#### Édition 2022
Du 9 au 13 mai 2022, la 15e édition des Assises a pour thème : « Journalisme et politique ».

#### Édition 2023
Du lundi 27 mars au samedi 1er avril 2023, la 16e édition des Assises a pour thème : « Retrouver le goût de l'info ».

#### Édition 2024
Du 25 au 30 mars 2024, la 17e édition des Assises a pour thème : « Le journalisme, c'est du sport ».